# 圣阿卢埃斯特尔
圣阿卢埃斯特尔（法語：Saint-Allouestre，法語發音：[sɛ̃.t‿alwɛstʁ]）是法国莫尔比昂省的一个市镇，属于蓬蒂维区。

## 地理
圣阿卢埃斯特尔（47°54'35"N, 2°43'23"W）面积16.48 平方千米，位于法国布列塔尼大區莫尔比昂省，该省份为法国西北部沿海省份，位于布列塔尼半岛南部，北起阿摩尔滨海省、西接菲尼斯泰尔省，南濒大西洋，东南接大西洋卢瓦尔省，东临伊勒-维莱讷省。
与圣阿卢埃斯特尔接壤的市镇（或旧市镇、城区）包括：拉德纳克、比莱翁、比尼昂、莫雷阿克。

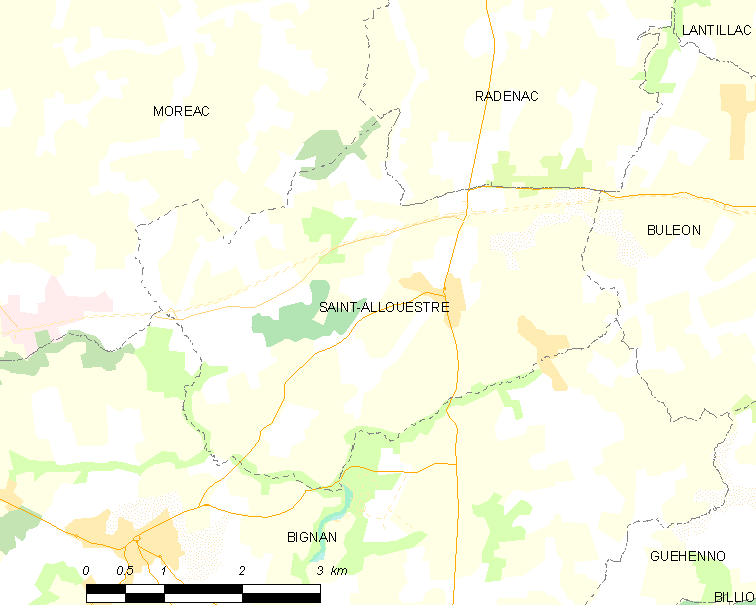
圣阿卢埃斯特尔的OSM定位图

圣阿卢埃斯特尔的时区为UTC+01:00、UTC+02:00（夏令时）。

## 行政
圣阿卢埃斯特尔的邮政编码为56500，INSEE市镇编码为56204。

## 政治
圣阿卢埃斯特尔所属的省级选区为莫雷阿克县。

## 人口

1962-2008年间圣阿卢埃斯特尔人口变化图示

圣阿卢埃斯特尔于2022年1月1日时的人口数量为651人。